# Шиппаган (парафія, Нью-Брансвік)
Шиппаган (англ. Shippagan) — парафія в Канаді, у провінції Нью-Брансвік, у складі графства Глостер.

## Населення
За даними перепису 2016 року, парафія нараховувала 4800 осіб, показавши скорочення на 4,1%, порівняно з 2011-м роком. Середня густина населення становила 23,1 осіб/км².
З офіційних мов обидвома одночасно володіли 1 340 жителів, тільки англійською — 45, тільки французькою — 3 410.
Працездатне населення становило 55,5% усього населення, рівень безробіття — 13% (16% серед чоловіків та 9,7% серед жінок). 86,2% осіб були найманими працівниками, а 12,8% — самозайнятими.
Середній дохід на особу становив $34 697 (медіана $28 004), при цьому для чоловіків — $42 284, а для жінок $26 555 (медіани — $33 992 та $22 624 відповідно).
17,9% мешканців мали закінчену шкільну освіту, не мали закінченої шкільної освіти — 48,5%, 33,6% мали післяшкільну освіту, з яких 19% мали диплом бакалавра, або вищий.
| Статево-вікова структура населення | Статево-вікова структура населення | Статево-вікова структура населення | Статево-вікова структура населення | Статево-вікова структура населення |
| ---------------------------------- | ---------------------------------- | ---------------------------------- | ---------------------------------- | ---------------------------------- |
|                                    |                                    |                                    |                                    |                                    |
| Всього                             | Всього                             | 51,5%48,5%                         |                                    |                                    |
| 0 — 14 років                       | 0 — 14 років                       |                                    | 10,2%                              | 10,2%                              |
| 15 — 64 років                      | 15 — 64 років                      |                                    | 66,6%                              | 66,6%                              |
| 65 і більше                        | 65 і більше                        |                                    | 23,2%                              | 23,2%                              |
| 85 і більше                        | 85 і більше                        |                                    | 1,9%                               | 1,9%                               |
| Середній вік (років)               | Середній вік (років)               | 47,447,9                           | 47,6                               | 47,6                               |
| Медіана (років)                    | Медіана (років)                    | 51,651,8                           | 51,7                               | 51,7                               |
| — чоловіки — жінки                 |                                    |                                    |                                    |                                    |

| Походження мешканців:     | Походження мешканців:     | Походження мешканців: | Походження мешканців: | Походження мешканців: |
| ------------------------- | ------------------------- | --------------------- | --------------------- | --------------------- |
| Походження                |                           |                       | осіб                  | %                     |
| Корінні американці        | Корінні американці        |                       | 540                   | 11.25%                |
| Інше північноамериканське | Інше північноамериканське |                       | 4 040                 | 84.17%                |
| Європейське               | Європейське               |                       | 845                   | 17.6%                 |
| британське                | британське                |                       | 230                   | 4.79%                 |
| французьке                | французьке                |                       | 560                   | 11.67%                |
| Африканське               | Африканське               |                       | 10                    | 0.21%                 |
| Азійське                  | Азійське                  |                       | 10                    | 0.21%                 |

| Зайнятість населення за галузями (за класифікацією NOC): | Зайнятість населення за галузями (за класифікацією NOC): | Зайнятість населення за галузями (за класифікацією NOC): | Зайнятість населення за галузями (за класифікацією NOC): | Зайнятість населення за галузями (за класифікацією NOC): |
| -------------------------------------------------------- | -------------------------------------------------------- | -------------------------------------------------------- | -------------------------------------------------------- | -------------------------------------------------------- |
|                                                          |                                                          |                                                          |                                                          |                                                          |
| Управління                                               | Управління                                               |                                                          | 5,3%                                                     | 5,3%                                                     |
| Бізнес, фінанси та адміністрування                       | Бізнес, фінанси та адміністрування                       |                                                          | 5,7%                                                     | 5,7%                                                     |
| Природничі та прикладні науки                            | Природничі та прикладні науки                            |                                                          | 2,5%                                                     | 2,5%                                                     |
| Охорона здоров'я                                         | Охорона здоров'я                                         |                                                          | 6,1%                                                     | 6,1%                                                     |
| Освіта, правозахист, муніципальні та урядові служби      | Освіта, правозахист, муніципальні та урядові служби      |                                                          | 6,8%                                                     | 6,8%                                                     |
| Мистецтво, культура, відпочинок та спорт                 | Мистецтво, культура, відпочинок та спорт                 |                                                          | 0,8%                                                     | 0,8%                                                     |
| Роздрібна торгівля та послуги                            | Роздрібна торгівля та послуги                            |                                                          | 15,7%                                                    | 15,7%                                                    |
| Гуртова торгівля, транспорт та обладнання                | Гуртова торгівля, транспорт та обладнання                |                                                          | 19,7%                                                    | 19,7%                                                    |
| Природні ресурси, сільське господарство                  | Природні ресурси, сільське господарство                  |                                                          | 21,6%                                                    | 21,6%                                                    |
| Виробництво                                              | Виробництво                                              |                                                          | 15,7%                                                    | 15,7%                                                    |

## Клімат
Середня річна температура становить 4,3°C, середня максимальна – 21,4°C, а середня мінімальна – -15,6°C. Середня річна кількість опадів – 1 119 мм.
| Клімат поселення                              | Клімат поселення | Клімат поселення | Клімат поселення | Клімат поселення | Клімат поселення | Клімат поселення | Клімат поселення | Клімат поселення | Клімат поселення | Клімат поселення | Клімат поселення | Клімат поселення | Клімат поселення |
| Показник                                      | Січ.             | Лют.             | Бер.             | Квіт.            | Трав.            | Черв.            | Лип.             | Серп.            | Вер.             | Жовт.            | Лист.            | Груд.            |                  |
| Середній максимум, °C                         | −4,06            | −4,24            | 1,16             | 7,21             | 14,16            | 20,05            | 21,37            | 21,11            | 15,92            | 10,08            | 4,35             | −2,26            |                  |
| Середня температура, °C                       | −9,74            | −9,95            | −4,54            | 1,50             | 8,46             | 14,35            | 18,28            | 18,01            | 12,83            | 6,99             | 1,26             | −5,35            |                  |
| Середній мінімум, °C                          | −15,45           | −15,64           | −10,24           | −4,18            | 2,77             | 8,66             | 15,19            | 14,92            | 9,74             | 3,88             | −1,84            | −8,43            |                  |
| Норма опадів, мм                              | 101              | 77               | 84               | 83               | 88               | 83               | 90               | 105              | 77               | 111              | 110              | 110              |                  |
| Середньомісячна швидкість вітру, м/с          | 5.05             | 4.76             | 4.76             | 4.48             | 4.16             | 3.82             | 3.46             | 3.56             | 3.94             | 4.47             | 4.76             | 5.16             |                  |
| Середньомісячна сонячна радіація, кДж/м²·день | 4754             | 8391             | 12423            | 15630            | 18487            | 20340            | 19736            | 17254            | 12661            | 7771             | 4548             | 3494             |                  |
| --------------------------------------------- | ---------------- | ---------------- | ---------------- | ---------------- | ---------------- | ---------------- | ---------------- | ---------------- | ---------------- | ---------------- | ---------------- | ---------------- | ---------------- |
| Джерело:                                      |                  |                  |                  |                  |                  |                  |                  |                  |                  |                  |                  |                  |                  |